# Ander Alcaine
Ander Alcaine Val (Jaca, Aragón, 20 de diciembre de 1991) es un jugador de hockey sobre hielo español. Juega en la posición de portero y su actual equipo es el Club Hockey Hielo Txuri Urdin de la Superliga española.

## Biografía
Comenzó la práctica del hockey sobre hielo a los 5 años, dado que este deporte es el más popular de su localidad natal. El equipo no contaba con ningún portero y el entrenador le pidió que probará en ese puesto, el jaqués aceptó y continúo jugando de portero desde entonces. En 2008 debutó con el FC Barcelona en la Superliga Española, equipo que acabó ganando la competición.
En 2011 firma por los Diables Rouges de Briançon de la Ligue Magnus, entrenado por Luciano Basile, seleccionador de España. El limitado presupuesto del club motivó al entrenador a arriesgarse a fichar como portero titular al joven guardameta, que por entonces contaba con 19 años y no había debutado todavía en un club profesional. Durante una semana del mes de agosto, los dos porteros del club, Alcaine y Aurélien Bertrand, fueron aconsejados y entrenados por Jonathan Bernier, portero de los Toronto Maple Leafs de la National Hockey League. Bernier es el hermano del atacante de los Diables Rouges de Briançon Marc-André Bernier. En su primer partido oficial en la Copa de la Liga, Alcaine queda invicto contra al Grenoble, merced a una victoria por 7-0. Los Diables Rouges, primeros del grupo D, eliminan a continuación a Chamonix y Rouen para clasificarse para la final. El partido se disputa en la pista de hielo de Méribel, donde habían perdido con anterioridad cinco finales de la Copa de la Liga y la Copa de Francia. Tras tres derrotas en las finales de la competición jugadas sobre esta pista, los de Briançon se imponen 4-1 frente a los Pingouins de Morzine-Avoriaz y consiguen la primera Copa de la Liga de su historia. En la Copa de Francia, los rojos fueron eliminados tras caer derrotados 3-2 por Amiens en cuartos de final, después de haber batido a Valence y Gap en las rondas anteriores. El año 2012 es más complicado, en la Ligue Magnus logran la cuarta plaza, in extremis, de la fase regular. En los play-off son eliminados por el Angers en cuartos de final por tres victoria a una. En julio de 2012 participa en el campo de desarrollo de los Toronto Maple Leafs con invitación de su entrenador de porteros François Allaire.
A principios de agosto decide proseguir sus estudios en España y firma por el Escor BAKH Vitoria, tras rechazar ofertas de segundo nivel suecas y finesas. Durante las dos temporadas que estuvo en el equipo vitoriano logró dos Superligas y una Copa del Rey.
En mayo de 2014 llegó a un acuerdo para incorporarse a la disciplina del Club Hielo Jaca, equipo al que volvía tras haber participado en sus categorías inferiores.

## Palmarés

### Ligue Magnus
- 2011-2012: Elegido Jugador revelación por los medios de comunicación.[13]